# SLC46A3
SLC46A3‏ (Solute carrier family 46 member 3) هوَ بروتين يُشَفر بواسطة جين SLC46A3 في الإنسان.